# 喬納森·埃文斯

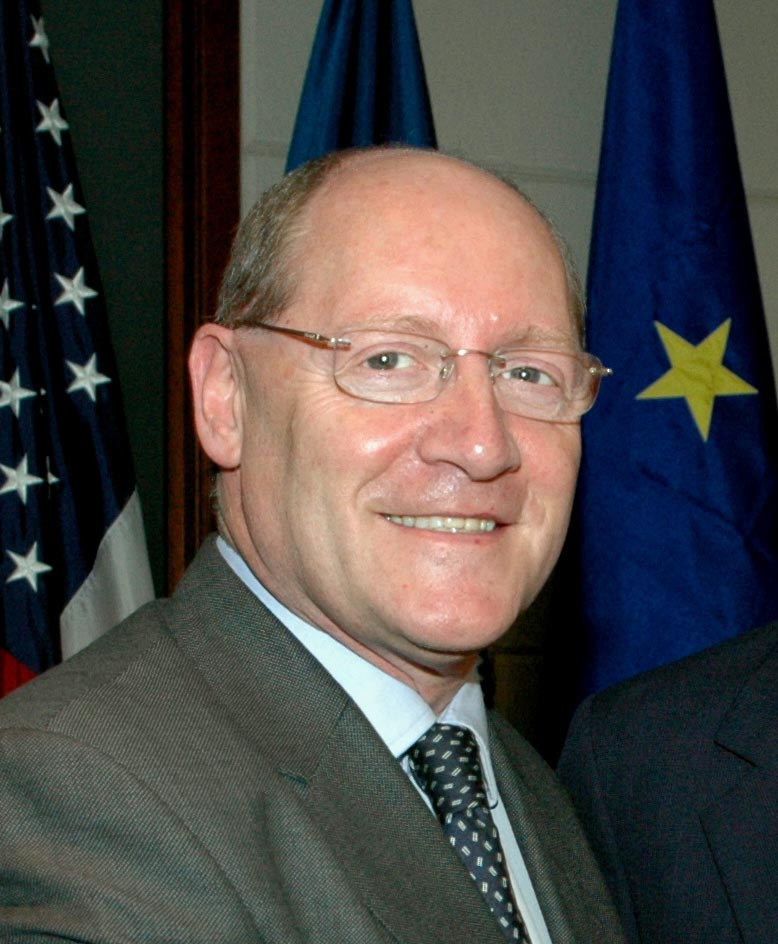

喬納森·埃文斯（英語：Jonathan Evans，1950年6月2日—）是一位威爾斯政治人物，他的黨籍是保守黨，曾經擔任威爾斯保守黨的黨魁。在2010年至2015年，他擔任北加的夫選區選出的英國下議院議員。他已經結婚並有兩個孩子。